# Thomas Gibson (aktor)
Thomas Ellis Gibson (ur. 3 lipca 1962 w Charleston) – amerykański aktor i reżyser. Odtwórca roli Gregory’ego Clifforda „Grega” Montgomery’ego w sitcomie ABC Dharma i Greg (1997–2002) i agenta Aarona „Hotcha” Hotchnera w serialu kryminalnym CBS Zabójcze umysły (2005–2016).

## Życiorys

### Wczesne lata
Urodził się w Charleston w stanie Karoliny Południowej w rodzinie rzymskokatolickiej jako syn Beth i Charlesa M. „Maca” Gibsonów. Jego matka miała korzenie irlandzkie i niemieckie, a ojciec był pochodzenia angielskiego, irlandzkiego, szkockiego i walijskiego. Dorastał w dwiema siostrami – Anne i Elizabeth oraz bratem Charlesem. Mając 9 lat brał udział w teatrzyku dziecięcym z inscenizacją Zaczarowany cyrk (The Enchanted Circus). Od 1973 występował z Footlight Players przy Dock Street Theater, gdzie wcielał się w takie postacie jak Gburek, Książę z Bajki i Szalony Kapelusznik. W latach 1979–81 uczęszczał do College of Charleston. Latem 1980 miał praktykę przy Alabama Shakespeare Festival. W 1985 zdobył stypendium do prestiżowej Juilliard School w Nowym Jorku, gdzie uczył się aktorstwa. 

### Kariera
W 1985 debiutował na profesjonalnej scenie w spektaklu Davida Hare’a Mapa świata (A map of the world) przy New York Shakespeare Festival Public Theater. Zagrał także w przedstawieniach szekspirowskich – Wieczór Trzech Króli (Twelfth Night), Dwaj panowie z Werony (The Two Gentlemen of Verona), Makbet (Macbeth) i Henryk IV (Henry IV) oraz Gorączka sienna (Hay Fever) Noëla Cowarda i Skąpiec Moliera.
Pojawił się po raz pierwszy na małym ekranie w odcinkach serialu Noga pracuje (Leg Work, 1987) i operze mydlanej CBS Guiding Light (1987), zanim zadebiutował w kinowym filmie przygodowym Rona Howarda Za horyzontem (Far and Away, 1992) z Tomem Cruise i Nicole Kidman. Z tą parą aktorską spotkał się po raz drugi na planie kontrowersyjnego filmu Stanleya Kubricka Oczy szeroko zamknięte (Eyes Wide Shut, 1999).
Krytycy wysoko ocenili jego rolę Gregory’ego Clifforda „Grega” Montgomery’ego w sitcomie ABC Dharma i Greg (1997–2002), za który dwukrotnie był nominowany do nagrody Złotego Globu (1999–20000) i Satelity (2000). Widzowie mogli go oglądać na dużym ekranie w roli do znudzenia uprzejmego, grzecznego i „czarującego” Chipa Rockefellera w komedii Briana Levanta Flintstonowie: Niech żyje Rock Vegas! (The Flintstones: Viva Rock Vegas, 2000). W serialu CBS Zabójcze umysły (Criminal Minds, 2005-2016) grał postać agenta Aarona „Hotcha” Hotchnera, szefa jednostki BAU (Behavioral Analysis Unit – Jednostka Analiz Behawioralnych).

## Życie prywatne
3 kwietnia 1993 poślubił Christinę, z którą ma troje dzieci: dwóch synów – Jamesa 'J.P.' (ur. 23 czerwca 1999) i Travisa Cartera (ur. 1 lipca 2002) oraz córkę Agathę Marie (ur. 28 kwietnia 2004). Zamieszkali w San Antonio w stanie Teksas, ojczystym mieście żony. 14 lutego 2018 doszło do rozwodu.

## Filmografia

### Filmy kinowe
- 1992: Za horyzontem (Far and Away) jako Steven
- 1993: Wiek niewinności (The Age of Innocence) jako aktor na scenie teatralnej
- 1993: Love & Human Remains jako David
- 1994: Dwoje czyli troje (Sleep with Me) jako Nigel
- 1994: Barcelona jako Dickie Taylor
- 1994: Najemnicy (Men of War) jako Warren
- 1997: Następny krok (The Next Step) jako barman
- 1999: Oczy szeroko zamknięte (Eyes Wide Shut) jako Fiancé Carl Thomas
- 2000: Psycho Beach Party jako Kanaka
- 2000: Anatomia sławy (Stardom) Renny Ohayon
- 2000: Flintstonowie: Niech żyje Rock Vegas! (The Flintstones in Viva Rock Vegas) jako Chip Rockefeller
- 2001: Jack the Dog jako Ojciec Attorney
- 2003: Manhood jako Ojciec Attorney
- 2005: Wakacje u dziadka (Come Away Home) jako Gary
- 2005: Berkeley jako Thomas
- 2006: I'll Believe You jako Kyle Sweeney

### Filmy TV
- 1988: Lincoln jako William Sprague
- 1995: Rodzinne tajemnice (Secrets) jako Hailus Tuckman
- 1996: Nocni goście (Night Visitors) jako Ross Williams
- 1996: To Love, Honor, and Deceive jako Matthew Carpenter/Stuart Buchanan
- 1997: The Inheritance jako James Percy
- 1997: Dziecko diabła (The Devil's Child) jako Alexander Rotha
- 1998: Druga strona zła (Nightmare Street) jako dr Matt Westbrook/Joe Barnes
- 2001: Zaginione cesarstwo (The Lost Empire) jako Nicholas Orton
- 2003: Los pędzlem malowany (Brush with Fate) jako Richard
- 2003: Wieczne zło (Evil Never Dies) jako detektyw Mark Ryan
- 2004: Plain Truth jako Hoagie server
- 2004: Wychować Waylona (Raising Waylon) jako Reg
- 2004: Tornado zagłady (Category 6: Day of Destruction) jako Mitch Benson
- 2006: In from the Night jako Aiden Byrnes

### Seriale TV
- 1987: Guiding Light jako Peter Latham
- 1987: Noga pracuje (Leg Work) jako Robbie
- 1988-90: As the World Turns jako Derek Mason
- 1990: Inny świat (Another World) jako Sam Fowler #2
- 1990: The Kennedys of Massachusetts jako Peter Fitzwilliam
- 1993: Miejskie opowieści (Tales of the City) jako Beauchamp Talbot Day
- 1994-98: Szpital Dobrej Nadziei (Chicago Hope) jako doktor Daniel Nyland
- 1996: Prawdziwe przygody Jonny’ego Questa (The Real Adventures of Jonny Quest) jako Paul Mornay (głos)
- 1996: Caroline (Caroline in the City) jako Willard Stevens
- 1997–2002: Dharma i Greg (Dharma & Greg) jako Greg Montgomery
- 1998: A Will of Their Own jako James Maclaren
- 1998: Sin City Spectacular
- 2011: Dwóch i pół jako Greg
- 2005-2016: Zabójcze umysły (Criminal Minds) jako agent Aaron „Hotch” Hotchner
- 2015: Rozpalić Cleveland jako Tom